# Alessandro Adimari
Alessandro Adimari fue un poeta y lingüista italiano del Renacimiento. Adimari es autor de algunas colecciones de sonetos y de una traducción con notas y buenas observaciones sobre las odas de Píndaro en versos italianos, publicada en Pisa en 1631.

## Vida
Alessandro Adimari nació en 1579 de la antigua familia de los Adimaris de Florencia, que cuando en 1010 se fundó esta ciudad después de la destrucción de Fiesole, era ya noble, larga y poderosa, y no se ha extinguido hasta 1736. En las seis colecciones de á cincuenta sonetos cada una, que con los nombres de Tersicore, Clio, Melpomene, Caliope, Urania y Polimnia, publicó Alessandro desde 1637 hasta 1642, preina el mal gusto que caracteriza las más de las producciones de los poetas de su tiempo, los pensamientos alambicados, y el lujo de las expresiones figuradas. Adimari sabía muy bien la lengua griega, e hizo una traducción de Píndaro, que se imprimió en 1631 en Pisa en 4° en versos muy débiles, bien que exentos de los vicios que hay en las demás obras del mismo autor, y con notas sabias y explicaciones útiles para la inteligencia del texto, y argumentos á las odas, y sinopsis o cuadros que presentan á los ojos del lector el plan que siguió el poeta, y el orden que reyna en su desorden aparente. Esta idea y aun toda su ejecución la tomó Adimari de Erasmus Schmidt, cuya traducción latina con sinopsis enteramente semejantes se había dado á luz en 1616, aunque en su aviso á los lectores, dice el poeta italiano que no había visto aquella obra hasta tener ya casi acabada su traducción, empezada 16 años antes, y nada dice de los cuadros sinópticos que copió enteramente. De un pasage del mismo aviso se puede inferir que Alessandro Adimari, que murió en 1649, tuvo muy pocos bienes de fortuna.